# 日本鐵道建設公團

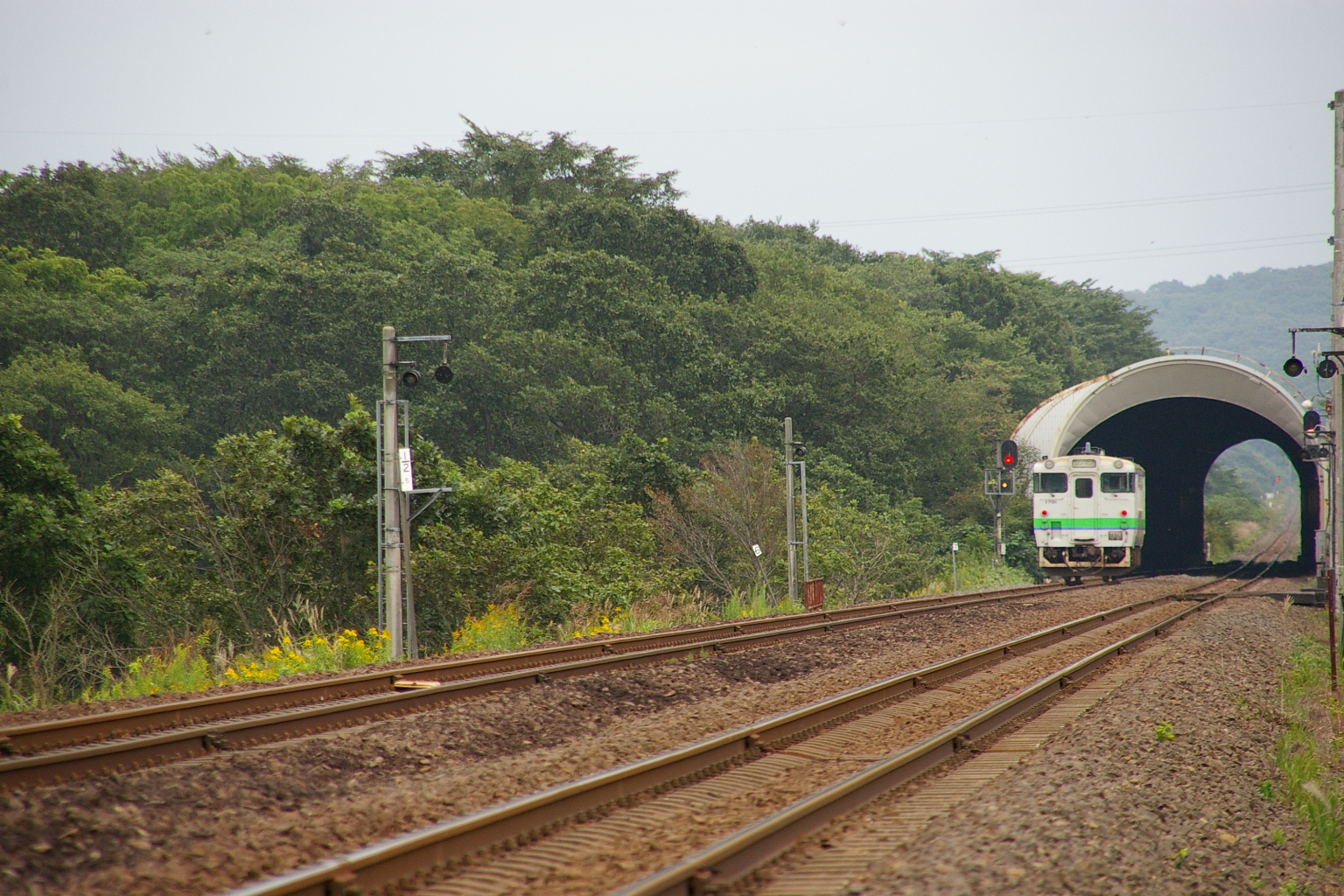
1981年竣工的铁道公團CD线石勝線

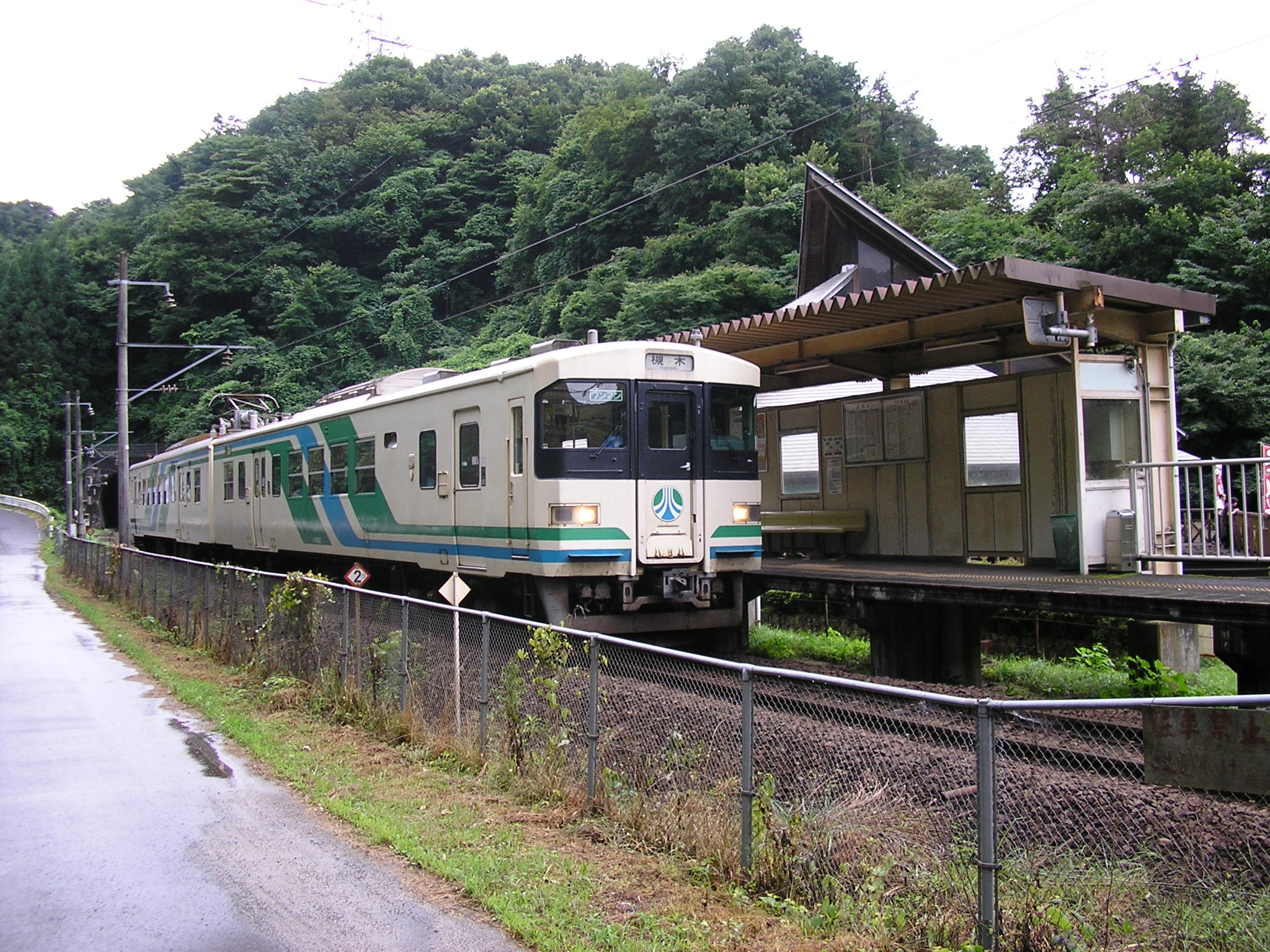
公團C線丸森线福岛～丸森间，由於其已開業區間被指定為特定地方交通線，建設曾一度凍結。後來阿武隈急行接手，作為A線重新開始建設。

日本鐵道建設公團（日文：日本鉄道建設公団），英文名稱：Japan Railway Construction Public Corporation，縮寫：JRCC）曾是日本國土交通省管轄的特殊法人，官方簡稱為鐵道公團，但也常被稱為鐵建公團。其乃根據「日本鐵道建設公團法」於 1964 年 (昭和 39 年) 3 月 23 日成立，主要負責日本國有鐵道（國鐵）的鐵道建設事業。後因特殊法人改革，於 2003 年 (平成 15 年) 10 月 1 日解散，業務由獨立行政法人鐵道建设、运输設施整備支援機構承接。
20 世纪 60 年代初，1960年代初期，日本國鐵因為建設東海道新幹線等主要幹線並加強首都圈運輸能力，承受沉重的經營與組織負擔，導致新地方路線的建設停滯。日本國有鐵道諮詢委員會提交的「關於國鐵經營方式的答覆書」則警告，由於國家政策要求國鐵興建「即使完工也無法獲利的路線」，這類負擔未來將成為嚴重影響國鐵經營的因素之一。
為了應對此狀況並推動地方新路線建設，政府決定設立日本鐵道建設公團，將新路線建設業務與國鐵分離。該公團的目標是「透過推進鐵路建設，完善鐵道交通網，以加強經濟基礎並減輕地區差距」。 公團的建設線路分為八種類型：地方開發線（A線）、地方幹線（B線）、主要幹線（C線）、大都市交通線（D線）、海峽聯絡線（青函隧道，E線）、新幹線（G線）、民營鐵路線（P線）、都市鐵路線。公團則將完工的路線租賃給國鐵或民營鐵道事業者。
公團成立兩年後的1966年（昭和41年），國鐵便出現虧損， 在國鐵解散之前，財務狀況皆未轉虧為盈。

## 历史
據說當時自由民主黨的實力派議員田中角榮對於公團的成立著力甚深，他積極主張以鐵路開發國土。 特別是AB線，反映了政治取向，成為了所謂「我田引鉄」（意指為了私利而規劃鐵路經過自家田地，引申為只為少數人利益而修建鐵路）的溫床，也是國鐵累積債務增加的主要原因。

### 日本国铁时代

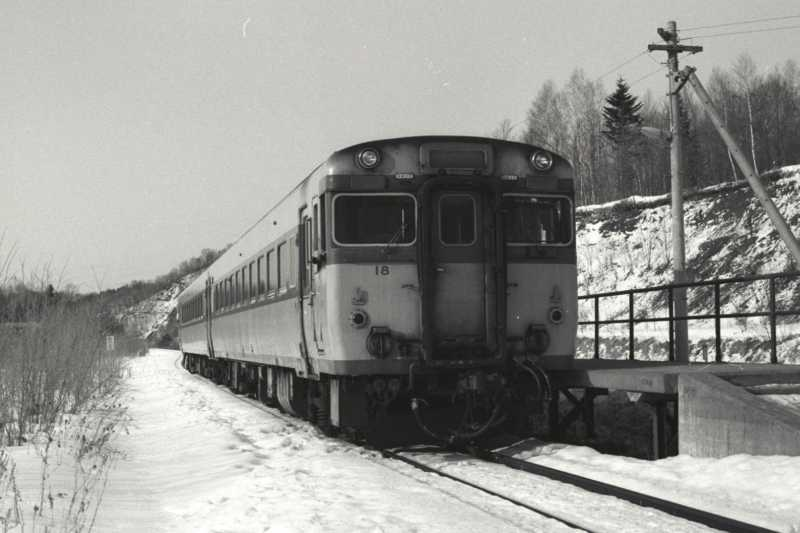
白糠线延伸段的终点北進站。日本国铁拒绝接收營運白糠线延伸區間，但在 1972年（昭和47年），运输大臣佐佐木秀世（第一次田中角荣内阁）命令將铁路移交给日本国铁，但仅运行了11年就被废止。

日本鐵道建設公團的成立，旨在取代日本國有鐵道進行新線建設，並將完成的鐵路設施租賃或轉讓給國鐵。該公團由日本政府和國鐵共同出資，依據1964年2月29日公布的「日本鐵道建設公團法」，於1964年3月23日正式成立。期建設事業需遵循運輸省鐵道建設審議會的諮詢結果，並依照運輸大臣指示的基本計畫進行。最初規劃了62條工事線和3條調查線路，總計65條路線。1970年5月18日，随着全国新干线铁道整备法的公布，納入了新干线的建設（由國鐵與公團共同興建）。1972年6月9日，公團法部分修正，追加了東京都、大阪市、名古屋市及其周邊地區的民營鐵道（民鐵）路線的建設。另一方面，部分業務則轉移出去：1970年7月1日，本四淡路線和本四備讃線的調查業務移交給本州四國連絡橋公團。
公團成立後，山阳新干线、东北新干线（盛冈以南）、埼京线、中央本线的鹽嶺隧道、貨運線（包括未成線南方貨物線）等路線的興建，以及千歲線等部分路線的改線工程，仍由國鐵繼續進行。  
日本國鐵在1968年（昭和43年）決定廢止全國83條長期虧損的路線（即「赤字83線」），但同時卻被迫陸續接手公團新建的赤字地方路線。這些新建路線中，佔大宗的地方開發線及地方幹線（AB線）從規劃階段就預期無法獲利，就算完工後無償租借或轉讓給日本國鐵，也將為國鐵的經營帶來壓力。
例如1970年（昭和45年）10月完工的A線白糠線上茶路－釧路二股（後來改名為北進）區間，預計開業後將產生巨額虧損，日本國鐵拒絕接收，但政府仍強制將其移交給國鐵，結果1972年9月8日開業的白糠線在1983年10月23日就全線廢除。此外，也有像油須原線那樣，國鐵始終堅拒接收，最終未能開業的案例。
1979年（昭和54年），因爆發不當會計問題，時任總裁川島廣守引咎辭職，由西武鐵道副社長仁杉巖（卸任鐵建公團總裁後，擔任第九任日本國有鐵道總裁）接任。  。

### 日本國鐵再建法
1980年12月27日，基於國鐵再建法，日本運輸省根據該法規定的特定地方交通線標準，對於開業後預期每日運輸密度不足4,000人的路線，若無國鐵以外的營運主體接手，則凍結建設。因此，除了鹿島線原計劃作為鹿島新線的路段（現今的鹿島臨海鐵道大洗鹿島線）以及內山線（現今JR四國予讚線向井原—內子區間以及新谷—伊予大洲區間）之外，其餘38條施工中的A、B線工程全面凍結。
在冻结的 AB 线工程中，已开工 50% 或以上，後來通車營運的路線如下：
樽見線、鷹角線、阿佐东线、久慈線、盛線、智頭線、野岩線、宿毛线、阿佐西线（後免～奈半利）、井原线、北越北线、宫福线
在冻结的 AB 线工程中，已开工 50% 或以上但未恢复施工的路線：
美幸线（仁宇布～北見枝幸）、白糠线（北進～足寄）、名羽线、興濱线、佐久间线、五新線、今福线、岩日北線、油須原线、呼子線、高千穗线（高千穗～高森）
其他被冻结的A线还有岩内线（岩内～黑松内）、红叶山线（占冠～金山；红葉山～占冠區間後成為石勝線的一部份而通車）、狩胜线（日高町～占冠；占冠～上落合區間後來成為石勝線的一部份、上落合～新得區間成為根室本線的新線而通車）、芦别线、北十胜线、根北线（越川～根室标津。斜里～越川已废止）、小本线（岩泉～小本）、下吕線、冈多线（濑户～多治见）、冰见线（冰见～羽咋）、越美线（九头龙湖～北濃）、小鹤线、南胜线、阿佐线（甲浦 - 奈半利）、北松线、小国线（參见宫原线），B線有中津川线，C線則有丸森線，還有1984年冻结的CD线（岡多线、濑户线等），以及当时已經冻结的成田新干线。後來有部分路線开通或投入使用。

### 日本國鐵分割民營化後
1987年9月26日，國鐵分割民營化，東北新幹線（盛岡以北）與九州新幹線的建設主體及相關職員暫時分由JR東日本、JR九州接管，之後移交給公團。
1998年10月22日，「日本國有鐵道清算事業團法」廢止，日本國有鐵道清算事業團於同日解散，其業務由鐵道公團繼承，承接了固定資產、JR股份等處分資產，並設立了國鐵清算事業本部（特例會計），原有的建設公團業務則改為一般會計。由於償還計畫破產，清算事業團的國鐵長期債務並未由公團承擔，而是被納入政府的一般會計，由全體日本國民分擔60年償還。
截至2001年3月，員工人數約為1800人。為改革國家特殊法人，該組織於2003年10月1日，解散並與運輸施設整備事業團合併，業務由依據2002年12月18日公布的《獨立行政法人鐵道建設・運輸施設整備支援機構法》而設立的獨立行政法人鐵道建設運輸施設整備支援機構繼承。